# Ja’Len Embry
Ja’Len Embry (* 14. März 1996 in Detroit, Michigan) ist ein US-amerikanischer American-Football-Spieler auf der Position des Defensive Backs. Er spielte College-Football für die University of Iowa und die Northern Illinois University.

## Werdegang
High School und College
Embry begann seine Football-Karriere im Alter von zehn Jahren bei den Detroit Northwest Lions. Er spielte auch für die Oak Park Trojans und die Detroit Dolphins. An der Martin Luther King Jr. Senior High School in Detroit war er zunächst im Baseball und in der Leichtathletik aktiv. Er glaubte nicht, dass er im Football auf High-School-Niveau mithalten könnte. Erst in seinem Junior-Jahr schloss er sich gemeinsam mit dem späteren NFL-Athleten Avonte Maddox dem Football-Team der Crusaders an und wurde dabei als Defensive Back und Wide Receiver eingesetzt. Embry war auf Anhieb auf beiden Seiten des Balls ein Leistungsträger seines Teams, das 2012 die Stadtmeisterschaft gewinnen konnte. Er wurde in das All-City- sowie das zweite All-State-Team gewählt. Auch nach seinem letzten High-School-Jahr 2013 wurde er mehrfach ausgezeichnet. So wurde er in das All-State-First-Team sowie in die erste Mannschaft der All-Metro- und All-City-Selektionen gewählt.
2014 verpflichtete er sich als Drei-Sterne-Rekrut für die University of Iowa, an der er sein Freshman-Jahr bei den Hawkeyes als Redshirt aussetzte. 2015 verließ er die Hawkeyes und transferierte an das Junior College Iowa Central. Für die Tritons verzeichnete er 49 Tackles und eine Interception in zehn Spielen. Zur Saison 2016 wurde Embry von der Northern Illinois University rekrutiert. Nachdem er seine erste Saison bei den Huskies noch ausgesessen hatte, kam er 2017 in allen Spielen als Cornerback und in den Special Teams zum Einsatz. In seinem Senior-Jahr war Embry Stammspieler. Er verzeichnete 60 Tackles und acht Pass-Break-ups, womit er seinem Team zum Conference-Titel verhalf.
Professionelle Karriere
Embry wurde nicht zum NFL Combine eingeladen und nahm stattdessen am Northern Illinois Pro Day teil. Im Frühling 2019 erhielt Embry eine Einladung zum Rookie Mini-Camp der Houston Texans, wurde anschließend aber nicht mit einem Vertrag ausgestattet. 2020 wurde er von den Aviators aus der Scouting- und Entwicklungsliga The Spring League verpflichtet. Mit den Aviators unterlag er den Generals im Finale. Embry kehrte zur Saison 2021 zu den Aviators zurück.
Im USFL Draft 2022 wurde Embry als 28. Cornerback in der elften Runde des USFL Drafts von den New Orleans Breakers ausgewählt. Embry hatte mit Verletzungen zu kämpfen und wurde nach dem ersten Spieltag am 19. April entlassen. Im Juni 2022 wurde Embry vor der zweiten Spielwoche der European League of Football (ELF) von der Frankfurt Galaxy verpflichtet. Embry gilt als Slot-Corner, doch kann er auf allen Positionen in der Secondary eingesetzt werden. Auch bei der Galaxy spielte er häufig als Safety. Mit insgesamt vier Interceptions führte er sein Team an. Bei einer Bilanz von acht Siegen bei vier Niederlagen belegte Galaxy den dritten Rang in der Central Conference und verpasste somit die Playoffs.
Im Dezember 2022 gaben die Raiders Tirol die Verpflichtung von Embry für die ELF-Saison 2023 bekannt. Als Embry bereits für die Vorbereitung in Innsbruck weilte, nahm er Anfang Mai ein Angebot der Montreal Alouettes aus der kanadischen Canadian Football League (CFL) an. Am 3. Juni wurde er im Rahmen der finalen Rostercuts vor Saisonbeginn wieder entlassen. Knapp drei Wochen später wurde er erneut von den Raiders Tirol verpflichtet, womit er ab der vierten Spielwoche der ELF-Saison aktiv war.

## Statistiken
| Jahr                            | Team             | Spiele | Starts | Tackles | Tackles | Tackles | Tackles | Tackles | Passverteidigung | Passverteidigung | Passverteidigung | Passverteidigung | Fumbles | Fumbles | Fumbles | Sonstiges | Sonstiges |
| Jahr                            | Team             | Spiele | Starts | Total   | Solo    | Ast     | TFL     | Sack    | INT              | Yds              | TD               | BrUp             | FF      | FR      | TD      | Blk       | Saf       |
| ------------------------------- | ---------------- | ------ | ------ | ------- | ------- | ------- | ------- | ------- | ---------------- | ---------------- | ---------------- | ---------------- | ------- | ------- | ------- | --------- | --------- |
| European League of Football     |                  |        |        |         |         |         |         |         |                  |                  |                  |                  |         |         |         |           |           |
| 2022                            | Frankfurt Galaxy | 11     | 11     | 44      | 34      | 10      | 2,5     | 0,0     | 4                | 57               | 0                | 9                | 0       | 0       | 0       | 0         | 0         |
| 2023                            | Raiders Tirol    | 9      | 8      | 31      | 22      | 9       | 0,0     | 0,0     | 1                | 0                | 0                | 10               | 0       | 0       | 0       | 1         | 0         |
| 2024                            | Madrid Bravos    | 8      | 7      | 32      | 24      | 8       | 1,0     | 0,0     | 4                | 73               | 1                | 4                | 0       | 0       | 0       | 0         | 0         |
| ELF Gesamt                      | ELF Gesamt       | 28     | 26     | 107     | 80      | 27      | 3,5     | 0,0     | 9                | 130              | 1                | 23               | 0       | 0       | 0       | 1         | 0         |
| Quellen: sportsmetrics.football |                  |        |        |         |         |         |         |         |                  |                  |                  |                  |         |         |         |           |           |